# STAL Dovern

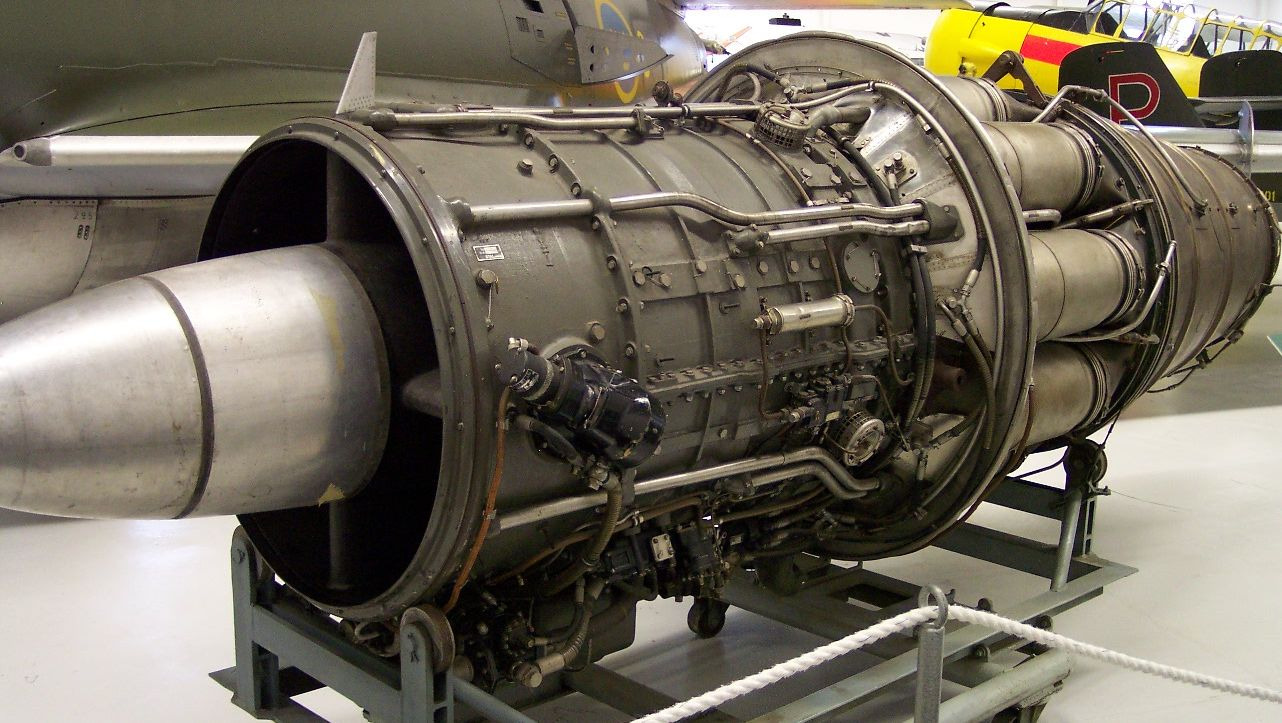
STAL Dovern

STAL Dovernは1950年代初頭にスウェーデンで設計されたターボジェットエンジンで名称はスウェーデンのエステルイェートランド地方のFinspångsに由来する。 サーブ 35 ドラケンの動力を目的として開発されたがロールス・ロイス エイヴォンが採用されたのでDovernは量産には入らなかった。

## 設計と開発
STAL社は1935年からガスタービンエンジンの設計を進めていた。彼らの最初に運転されたエンジンはSkuten (魔女の意)で地上試験が1949年に実施されたものの飛行はしなかった。 Dovernは次の設計で9段式の軸流式圧縮機と単段のタービンを特徴とした。
最初の運転は1951年で飛行試験は1953年に飛行訓練用のアブロ ランカスターを使用して実施された。エンジンはランカスターの爆弾槽にナセル内を懸架した。ロールス・ロイス エイヴォンが採用されたために不採用になった後も数千時間の地上試験の後、300時間以上、飛行試験が実施された。

## 搭載機
- アブロ ランカスター (飛行試験用)
- サーブ 35 ドラケン (この機体に搭載する為に開発)

## 派生型
Dovern
原型
Dovern IIA
防氷装置のない原型エンジン
Dovern IIB
防氷のために圧縮機 ブリード・エアシステムが追加
Dovern IIC
アフターバーナー装備型で推力45 kN (10,200 lbf)を生み出す

## 仕様諸元 (Dovern IIB)
一般的特性
- 形式: ターボジェット
- 全長: 3,850 mm (151.57 in)
- 直径: 1,095 mm (43.11 in)
- 乾燥重量: 1,220 kg (2,690 lb) 乾燥時

構成要素
- 圧縮機: 軸流式9段
- 燃焼器: 燃焼室9基
- タービン: 単段式
- 使用燃料: 航空用ケロシン D.Eng R.D. 2482
- 潤滑システム: ドライサンプ式歯車式ポンプで240–310 キロパスカル(35–45 psi)に加圧して循環

性能
- 推力: 32.29 kN (7,260 lbf) 海面高度で離陸時7,200 rpmで回転時
- 全圧縮比（英語版）: 5.2:1
- 空気流量: 54.9 kg (121 lb) / 秒
- タービン入口温度: 870 °C (1,140 K; 1,600 °F)
- 燃料消費率: 0.009 kg/kN/hr (0.92 lb/hr/lb)
- 推力重量比: 2.76:1

出典: Flight. Jane's 1955-56